# Astragalus macrostachys
Astragalus macrostachys là một loài thực vật có hoa trong họ Đậu. Loài này được DC. miêu tả khoa học đầu tiên.